# Василіянські школи
Василіянські школи — навчальні заклади, засновниками і керівниками яких були василіяни.

## Історія
Перші василіянські школи виникли на початку 17 ст. у Білорусі.
У 1639 році заснована Василіянська гімназія в м. Холм. Близько 1670 року кафедральна школа в м. Володимир була реорганізована у василіянський колегіум (1773 року перетворений в підокружну, згодом повітову школу).
У 18 ст. василіянам належали також колегіуми в містечку Гоща (з початку 18 ст.), м. Умань (1765), містечках Любарі (1760), Шаргороді (1748), м. Бучачі (1754). Після скасування єзуїтського ордену (1773) до василіян перейшли колегіуми в містах Острог та Овруч. Крім колегіумів, в яких навчалася світська молодь, у великих монастирях діяли студії, де викладалися богослов'я і філософія для монахів (найбільші з яких — у м. Львів, с. Лаврів (нині село Старосамбірського району Львівської області), Замості, Кам'янці (нині м. Кам'янець-Подільський), при деяких були й початкові школи. Василіянські школи на Правобережній Україні існували до скасування указом імператора Миколи І 1832 Чину василіян, у Галичині — до 1939.
У 19 ст. діяли школи сестер-василіянок у Словіті (нині село Золочівського району) і Яворові (обидва — нині Львівської область), від 1881 також у Львові.
Василіяни керували семінаріями у Львові (1920—1926), Загребі (1924—1955, нині Хорватія), мали малу гімназію в Бучачі (підготовка для вступу в семінарію); їм належить папська семінарія св. Йосафата у Римі. Юнаки із Закарпаття в 19 ст. навчались у школі при монастирі Марія Повч у Північній Угорщині. На сьогодні василіянські школи і навчальні заклади сестер-василіянок є в Бразилії, Аргентині, Канаді, США. В Україні від 1990-х рр. діють василіянський колегіум у м. Бучач та Інститут філософсько-богословських студій у Брюховичах біля Львова.